# Onora il padre
Onora il padre (Honor Thy Father) è un film per la televisione del 1973 diretto da Paul Wendkos, tratto da un romanzo di Gay Talese.

## Trama
New York, anni sessanta. Joseph Bonanno in arte Joe Bananas (criminale realmente esistito) guida la sua cosca mafiosa formata da italo-americani. La gang spadroneggia nella Grande Mela fino a che il patriarca viene arrestato e condannato a quattro anni di reclusione per una banale vicenda legata ad alcune carte di credito.